# Pico do Loiçano

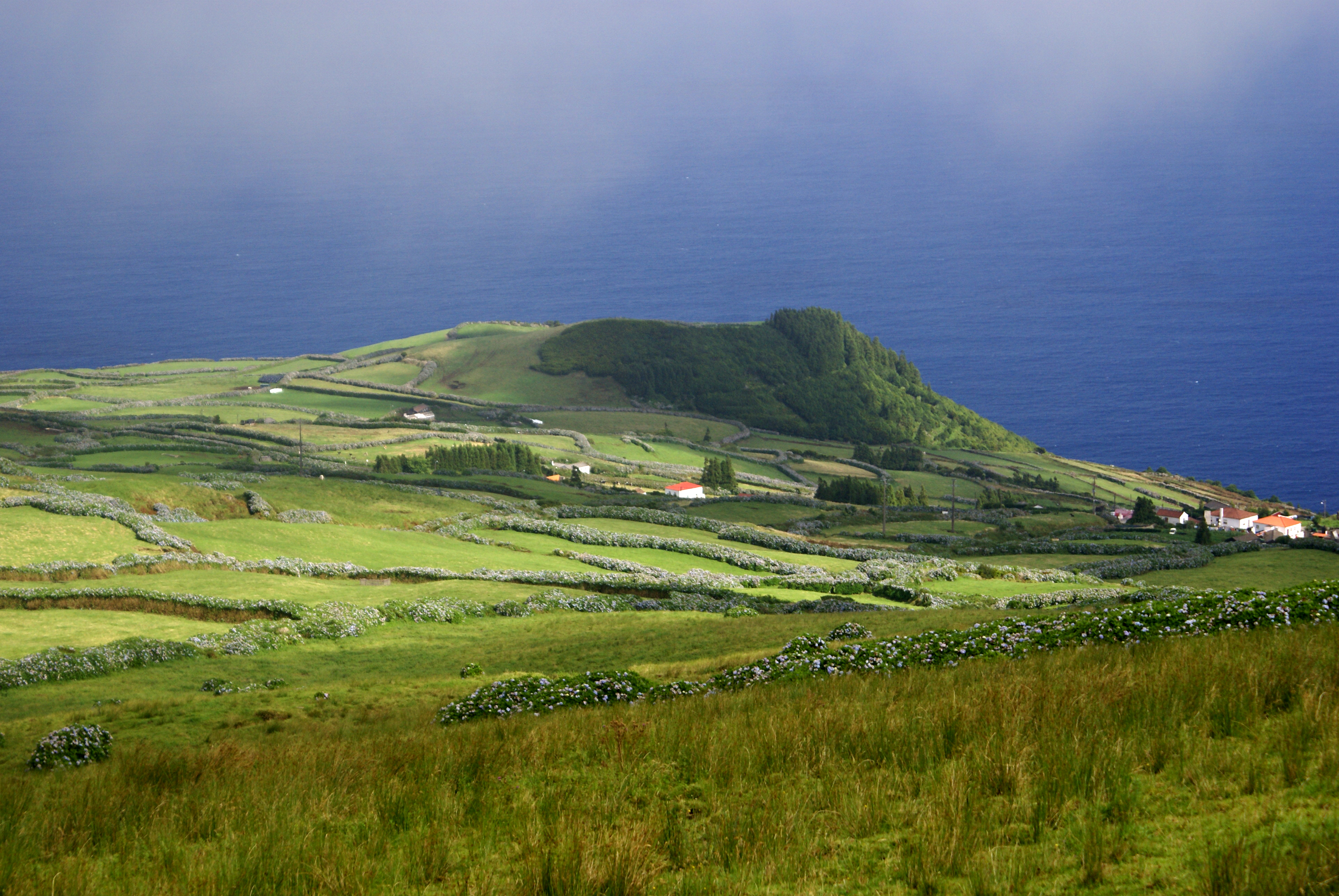
Pico do Loiçano, Toledo.

O Pico do Loiçano é uma elevação de origem vulcânica localizada na freguesia açoriana de Santo Amaro, lugar do Toledo, concelho de Velas, ilha de São Jorge.
Este acidente montanhoso trata-se, geologicamente falando de um domo em que existiu grande afloramento de bagacinas à mistura com lávas.
Encontra-se geograficamente localizado próximo no povoado do Toledo, ao Pico da Ponta Furada, e ao Pico Alto, encontra-se fortemente relacionado com cordilheira central da ilha de são Jorge. Esta formação geológica localizada a 411 metros de altitude acima do nível do mar apresenta escorrimento pluvial para a costa marítima e deve na sua formação geológica a um escorrimento lávico e piroclástico muito antigo.
Localiza-se junto a uma das vias de acesso às fajãs do Toledo, nomeadamente à Fajã de Vasco Martins e à Fajã Rasa. Do cimo desta elevação além de se ter uma vista esplêndida sobre grande parte da costa Norte de São Jorge, da ilha Graciosa e da ilha Terceira é ainda possível ver o casario do Toledo misturado por entre os campos verdes das pastagens e a montanha do Pico Alto que do cimo dos seus 766 olha serena para a vida que se desenrola cá em baixo.
Na época de floração da hortênsia (Hydrangea macrophylla) a paisagem torna-se única e incomparável, coberta de Flores até onde a vista alcança. As flores desabrocham por todo o lado, colorindo a paisagem com os seus tons que vão desde o mais puro branco ao lilás mais escuro.